# Stepan Pawlowitsch Suprun
Stepan Pawlowitsch Suprun (russisch Степан Павлович Супрун; * 20. Julijul. / 2. August 1907greg. in Retschki nahe Sumy; † 4. Juli 1941 bei Witebsk) war ein sowjetischer Testpilot, Jagdflieger und zweifacher Held der Sowjetunion.

## Leben
Suprun trat 1929 in die Rote Armee und wurde ein Jahr später Mitglied der KPdSU. Ebenfalls 1930 schloss er die Schule für Flugzeug-„Unterspezialisten“ und 1931 die Militärfliegerschule ab. Anschließend wurde er Testpilot und war an der Erprobung zahlreicher Flugzeugtypen beteiligt, wie der I-16, I-21, Jak-1 und LaGG-1/LaGG-3. Am 12. Dezember 1937 wurde Suprun zum Deputierten des Wahlkreises Sewastopol in den Obersten Sowjet gewählt.
Im Oktober 1939 reiste Suprun innerhalb einer Delegation nach Deutschland, die den Zweck hatte, sich über die Luftfahrtindustrie des Landes zu informieren und Flugtechnik zu erwerben. In diesem Rahmen testete er bei der Besichtigung des Heinkel-Werkes in Rostock-Marienehe das Jagdflugzeug He 100. Obwohl er diesen Typ nicht kannte und zuvor eine nur kurze Einweisung vom Werkspersonal erhalten hatte, flog er ihn ohne Beanstandung. Ernst Heinkel selbst erwähnte diese Episode in seiner Biographie und äußerte sich lobend über Supruns fliegerische Fähigkeiten. 1939/1940 nahm er als Freiwilliger am Japanisch-Chinesischen Krieg teil, wo er eine I-16 flog und sechs japanische Flugzeuge abschoss. Am 20. Mai 1940 wurde er deshalb zum Major befördert und zum Helden der Sowjetunion ernannt.
Kurz nach dem deutschen Überfall auf die Sowjetunion stellte Suprun aus Testpiloten das mit MiG-3 ausgerüstete 401. Jagdfliegerregiment z. b. V. zusammen, das am 30. Juni 1941 zum Einsatz kam. Suprun konnte schon bei seinem ersten Fronteinsatz ein deutsches Flugzeug abschießen, ein weiteres kurze Zeit später. Am 4. Juli 1941 kam er bei einem Luftkampf ums Leben. Am 22. Juli wurde ihm postum im Range eines Oberstleutnants ein zweites Mal der Titel „Held der Sowjetunion“ verliehen.
Suprun war außerdem zweifacher Träger des Leninordens.